# 中缅关木通
中缅关木通（学名：Isotrema sinoburmanicum）是马兜铃科关木通属的一种植物。分布于中国的云南以及缅甸。
叶片卵形或窄卵形，檐部3浅裂, 内面黑紫色, 被疣突, 喉口深紫红色。。